# Hans Schack (1786-1814)
 Der er flere personer med dette navn, se Hans Schack.
Hans lensgreve Schack (6. maj 1786 – 4. april 1814) var en dansk lensbesidder og officer.

## Biografi
Hans Schack blev født den 6. maj 1786 i København som søn af Otto Didrik Schack og Amalie Magdalene Christiane Caroline von Krogh. Han arvede Grevskabet Schackenborg ved faderens død i 1809. I 1810 blev han gift med Louise Frederikke komtesse Lerche, datter af Christian Cornelius lensgreve Lerche og Ulrikke Sophie von Levetzow.
Han døde 27 år gammel den 4. april 1814. Sønnen Otto Didrik Schack (1810-1856) overtog grevskabet.